# Castel Schwanburg
Il Castel Schwanburg (letteralmente Castello del Cigno, ted. Schwanburg) si trova nel paese di Nalles, in provincia di Bolzano.

## Storia
Il castello è ospitato nella "Casa nella stretta" (ted. Haus in der Gaul). L'edificio fu ristrutturato nel XVI secolo, con uno stile tipico dell'Oltradige.
Il nome del castello è dovuto alla presenza di un cigno nello stemma dei proprietari di allora, i Boymont-Payrsberg.
L'edificio conserva due lapidi romane rinvenute nelle vicinanze.
Al giorno d'oggi il castello è sede di una tipica cantina vinicola, famosa per la produzione di due etichette di Cabernet Sauvignon e per una pregiata riserva di Pinot Nero e Sauvignon.

## Motociclismo
Ogni anno presso il castello si tiene il luogo di partenza di una gara motociclistica con moto d'epoca: la Noise Sonderheft.